# Bembidion schuppelii
Bembidion schuppelii är en skalbaggsart som beskrevs av Pierre François Marie Auguste Dejean 1831. Bembidion schuppelii ingår i släktet Bembidion, och familjen jordlöpare. Arten är reproducerande i Sverige.